# Финляндия на «Евровидении-1961»
Финляндия дебютировала в конкурсе песни Евровидение 1961 в Каннах, Франция, впервые представив эстрадную певицу Лайлу Киннунен, избранную посредством национального отборочного конкурса.

## Национальный финал
В Финальном конкурсе национального отбора приняло участие четыре исполнителя, прошедших на основе радио-полуфинала и решения специального жюри. Конкурс состоялся в здании Työväenopisto в Хельсинки.
| Номер | Артист            | Песня             | Место |
| ----- | ----------------- | ----------------- | ----- |
| 1     | Ritva Mustonen    | «Portinvartija»   | 3     |
| 2     | Лайла Киннунен    | «Valoa ikkunassa» | 1     |
| 3     | Kai Lind          | «Pikku ikkuna»    | 4     |
| 4     | Christina Hellman | «Puuttuva lehti»  | 2     |

## На конкурсе
Песня «Valoa ikkunassa» («Свет в окне») финской эстрадной исполнительницы Лайлы Киннунен набрала 6 баллов (по 2 балла поставили Италия и Великобритания и по 1 баллу — Дания и Франция) и заняла 10 место (вместе с Монако и Нидерландами). Высшие 3 балла от Финляндии получили исполнители из Люксембурга и Монако.